# Demiurge Studios
Demiurge Studios es un desarrollador de videojuegos estadounidense fundado en 2002 por Albert Reed, Chris Linder y Tom Lin. La empresa tiene su sede en Cambridge, Massachusetts. Demiurge Studios ha desarrollado varios videojuegos originales para plataformas móviles, PC y consolas. El estudio también ha contribuido con servicios de ingeniería, arte y diseño a más de dos docenas de títulos en calidad de codesarrollo.
En febrero de 2015, Sega adquirió Demiurge y se convirtió en parte de su subsidiaria de videojuegos para móviles, Sega Networks. En abril de 2020, Albert Reed, uno de los fundadores originales y director ejecutivo de 2002 a 2015, adquirió el estudio cuando Sega cerró su grupo Sega Networks.
Demiurge está trabajando en varios proyectos de codesarrollo y un título original no anunciado.

## Juegos publicados
| Año  | Título                            | Plataforma             |
| ---- | --------------------------------- | ---------------------- |
| 2018 | Sega Heroes                       | iOS, Android           |
| 2017 | Crazy Taxi Gazillionaire          | iOS, Android           |
| 2015 | Puzzle & Glory                    | iOS, Android           |
| 2013 | Marvel Puzzle Quest               | iOS, Android, PC       |
| 2013 | Aliens: Colonial Marines: Bughunt | Xbox, PlayStation, PC  |
| 2012 | Shoot Many Robots                 | Xbox, PlayStation      |
| 2011 | Rock Band Country Track Pack 2    | Xbox, PlayStation, Wii |
| 2010 | Green Day: Rock Band              | Xbox, PlayStation, Wii |
| 2009 | Borderlands                       | Xbox, PlayStation, PC  |
| 2009 | World of Zoo                      | Wii                    |
| 2009 | Rock Band Metal Track Pack        | Xbox, PlayStation, Wii |
| 2009 | Mass Effect: Pinnacle Station     | Xbox, PlayStation, PC  |
| 2009 | Rock Band Country Track Pack      | Xbox, PlayStation, Wii |
| 2009 | Word Fu                           | iOS, Android           |
| 2008 | Mass Effect (PC)                  | PC                     |
| 2008 | Brother in Arms: Double Time      | Wii                    |
| 2008 | Frontlines: Fuel of War           | Xbox, PlayStation      |
| 2007 | BioShock                          | Xbox, PlayStation      |
| 2007 | Medal of Honor Airborne           | Xbox, PlayStation, PC  |
| 2006 | Titan Quest                       | PC                     |
| 2005 | America's Army: Rise of a Soldier | Xbox, PlayStation      |
| 2005 | Brothers in Arms: Earned in Blood | Xbox, PlayStation      |
| 2005 | Charlie y la fábrica de chocolate | PC                     |
| 2005 | Karaoke Revolution Party          | Xbox, PlayStation      |
| 2005 | Brothers in Arms: Road to Hill 30 | Xbox, PlayStation      |
| 2005 | Advent Rising                     | Xbox, PlayStation      |
| 2004 | Clone Bandits                     | PC                     |